# Русаков, Николай Афанасьевич
Никола́й Афана́сьевич Русако́в (27 ноября 1888, Писклово, Оренбургская губерния — 31 декабря 1941, Челябинск) — живописец, педагог, член Союза художников СССР (1936). Первый челябинский художник, получивший столичное образование, он внёс огромный вклад в развитие живописи в родном городе и стал одним из основателей челябинского Союза художников.

## Биография
Николай Афанасьевич Русаков родился 27 ноября (либо октября или декабря) 1888 года в селе Писклово Андреевской волости Челябинского уезда Оренбургской губернии, ныне село — административный центр Пискловского сельского поселения Еткульского района Челябинской области. После смерти отца — унтер-офицера казачьих войск — в феврале 1889 года семья переехала в Челябинск, где Русаков окончил три класса городского училища.
В 1913 году он завершил полный курс живописного отделения Казанской художественной школы при Императорской Академии художеств. Его педагогом по живописи и рисунку был Н. И. Фешин (1881–1955). В Московском училище живописи, ваяния и зодчества (1913–1917) занимался у известного живописца К. А. Коровина (1861–1939). Дипломной работой Николая Русакова стала картина «Матросский бар» (1917), которая ныне находится в собрании Челябинской областной картинной галереи.
С 1910 года зарабатывал на жизнь, талантливо преподавая рисование и живопись в Казани и Москве. В 1920–1923 годах заведовал челябинской губернской школой-студией изобразительных искусств Губпрофобраза, одновременно в 1921–1935 годах преподавал изобразительное искусство и графику в железнодорожной средней школе и школе фабрично-заводского ученичества.
С 1935 года вёл студию Дома народного творчества при отделе искусств. Его студия «Академия Русакова» строилась по программе четырёхлетнего курса художественного училища. Среди его учеников — художники К. А. Соколов, М. А. Комиссаров, А. П. Харин, И. З. Таушканов, Н. Я. Третьяков, Н. П. Загороднев и архитектор Е. В. Александров. Работал маслом, акварелью в жанрах портрета и пейзажа. Он обладал композиционным мышлением, сочетал в своём методе реалистическую, неоклассическую, экспрессивно-импрессионистскую пластику. «Николай Русаков жил цветом, это была его стихия, — подчёркивает искусствовед Галина Трифонова. — И особую роль в этом сыграло его увлечение Востоком. Только-только перевели в России книгу Поля Гогена «Ноа Ноа» — и он вслед за французским художником едет на Восток. В то время студенты-художники часто путешествовали — кто-то выбирал страны Запада, кто-то ехал на Восток. Русаков выбрал Восток». Путешествие на корабле из Одессы до Киото (1915) и по горной части Центральной Азии (в 1920-х годах) наполнили творчество художника с середины 1910-х до начала 1930-х годов восточными сюжетами. При всей сдержанности его жены Мальвины Казимировны, которая мало говорила о муже даже с близкими, потому что его трагическая гибель была слишком тяжелой травмой для семьи, она всё-таки обмолвилась, что Николай Афанасьевич преподавал в железнодорожной школе и легко мог добраться поездом до Средней Азии, а оттуда — куда угодно караванным путём.
В 1930-е годы Русаков переключился на «уральский Восток»: художник писал портреты башкир и цыган и пейзажи. Подготовил серии «Колониальный Восток наших дней» (путевой альбом 1926 года), «Молодёжь колониального Востока» (картины 1920–1930-х годов), «Молодёжь страны Советов» (1930-е годы), «Танцы народов СССР» (неоконч.), «Цветы лесов и полей Урала». Участвовал во всех челябинских выставках, в том числе и в выставке «Урало-Кузбасс в живописи» (1936). Персональная выставка Русакова, приуроченная к 20-летию творческой деятельности, состоялась в здании Челябинского драматического театра (1938). В 1939 году представил свои работы на Всесоюзной выставке, посвящённой 20-летию ВЛКСМ.
Впервые после смерти Русакова его произведения были показаны в Челябинске в Выставочном зале ЧОСХ (1980) на выставке «Старейшие художники Челябинска — основатели творческого союза», организованной искусствоведом Л. П. Байновым.
В 1989 году в Челябинской областной картинной галерее состоялась выставка к столетию со дня рождения Русакова, на которой были представлены произведения из собрания его семьи (Москва) и работы, переданные ею в собрание ЧОКГ. Реставратор картинной галереи В. П. Кочнев подготовил к экспозиции 39 холстов. В ранние годы произведения Русакова хранились в собраниях Москвы и Петрограда, в 1940 году вошли в собрания ЧОКГ (ныне названия и местонахождение работ неизвестны), учреждений и предприятий города (также исчезли). В художественной среде Челябинска бытует легенда о том, что картина «Смерть рикши» (1920-е годы) находится в собрании Британского музея. Сейчас в собрании ЧОКГ хранятся около 100 произведений Русакова.

## Выставки
2015
Восток глазами мечтателя, галерея Открытый клуб, Москва

## Картины
Произведения Русакова в 1940 году вошли в собрание ЧОКГ (ныне назв. и местонахождение работ неизвестны). В собрании ЧОКГ хранятся около 100 произведений, в 1980 году его работы вошли в коллекцию Южно-Сахалинского музея изобразительного искусства.
- серия: «Колониальный Восток наших дней» (путевой альбом путешествия на В., 1926)
- «Молодежь колониального Востока» (картины 1920-30-х гг.)
- «Молодежь страны Советов» (1930-е гг.)
- «Танцы народов СССР» (неоконч.)
- «Цветы лесов и полей Урала».

## Ученики
К. А. Соколов, М. А. Комиссаров, А. П. Харин, И. З. Таушканов, Н. Я. Третьяков, Н. П. Загороднев — художники, архитектор Е. В. Александров.

## Память
Впервые после смерти произведения художника были показаны в Челябинске в Выставочном зале ЧОСХ (1980) на выставке «Старейшие художники Челябинска — основатели творческого союза», организованной искусствоведом Л. П. Байновым. В 1989 в ЧОКГ состоялась выставка к 100-летию Р. из собрания его семьи (Москва) и переданных ею в собрание ЧОКГ произв. Реставратор картинной галереи В. П. Кочнев подготовил к экспозиции 39 холстов.